# Gianfranco Spisani
Gianfranco Spisani (Arco, 14 maggio 1940 – Arco, 3 luglio 2016) è stato un politico italiano.

## Biografia
Imprenditore nel settore orafo, è impegnato in politica con la Democrazia Cristiana, che rappresenta in consiglio comunale a Riva del Garda dal 1985 al 1992, ricoprendo anche il ruolo di assessore. In seguito ha ricoperto il ruolo di presidente dell'Amsea, azienda locale multiservizio.
Nel 1994 viene eletto senatore con Forza Italia, restando in carica fino al 1996, anno in cui si ricandida al Senato nel collegio di Rovereto, venendo battuto dall'ulivista Tarcisio Andreolli.
Muore all'età di 76 anni, nel luglio 2016.